# Nikon Coolpix L11
Nikon Coolpix L11 – kompaktowy, cyfrowy aparat fotograficzny firmy Nikon, wprowadzony do sprzedaży w 2007 roku. Jest to jeden z najtańszych modeli producenta, przeznaczony do robienia zdjęć amatorskich. Posiada matrycę o rozdzielczości 6 megapikseli i możliwość zapisu video.

## Specyfikacja
- typ: kompaktowy aparat cyfrowy
- matryca: CCD o przekątnej 1/2,5 cala;
- całkowita liczba megapikseli: około 6,18 mln
- użyteczna liczba megapikseli: 6 mln
- całkowita rozdzielczość matrycy: 2816 × 2112 pikseli
- rozmiary obrazu w pikselach: 2816 × 2112, 2048 × 1536, 1024 × 768, 640 x 480
- obiektyw: Nikkor z 3-krotnym zoomem
- ogniskowa: 6,2-18,6 mm
- przysłona: f/2,8-5,2
- zoom: 3x, cyfrowy: maks. 4x
- tryby fotografowania: automatyczny, program (16 ustawień)
- nastawianie ostrości: auto
- autofocus: z detekcją kontrastu, pole ostrości: środek
- zasięg ustawienia ostrości: 40 cm do ∞ (makro: od 15 cm)
- czułość ISO: 64 (automatyczne wzmocnienie do wartości ISO 800)
- pomiar światła: matrycowy 256-polowy, skoncentrowany (maks. 2-krotny zoom cyfrowy), punktowy (zoom cyfrowy powyżej 2x) i punktowyz polem AF
- zakres pracy miernika światła: [W]: 1 – 16 EV, [T]: 1 – 17 EV
- korekcja ekspozycji: -2 EV to +2 EV, co 1/3 EV
- balans bieli: auto, pomiar b.bieli, światło dzienne, światło żarowe, fluorescencyjne, pochmurno, błysk (lampa błyskowa)
- migawka: mechaniczna i elektroniczna ze sprzężeniem ładunkowym
- czasy migawki: od 4 do 1/2000 s
- samowyzwalacz: 10 s
- wyświetlacz: monitor LCD typu TFT o przekątnej 2,4", 115 tysięcy punktów, z regulacją jasności
- lampa błyskowa: wbudowana, zakres: [W]: od 0,4 do 3,0 m; [T]: od 0,4 do 2,5 m
- pamięć: wewnętrzna 7 MB, karty pamięci SD
- system plików: zgodny ze standardami DCF, DPOF, Exif 2,2
- format plików: JPEG, QuickTime, wav
- rozmiar video: 640 × 480, 30 klat./s; 640 × 480, 15 klat./s; 320 × 240, 30 klat./s; 320 × 240, 15 klat./s; 160 × 120, 15 klat./s;
- wejścia/wyjścia: USB, wideo (PAL lub NTSC), ImageLink
- zasilanie: 2 baterie/akumulatory typu AA
- wymiary: 89,5 × 60,5 x 27 mm
- masa korpusu: 125 g (bez baterii i karty)

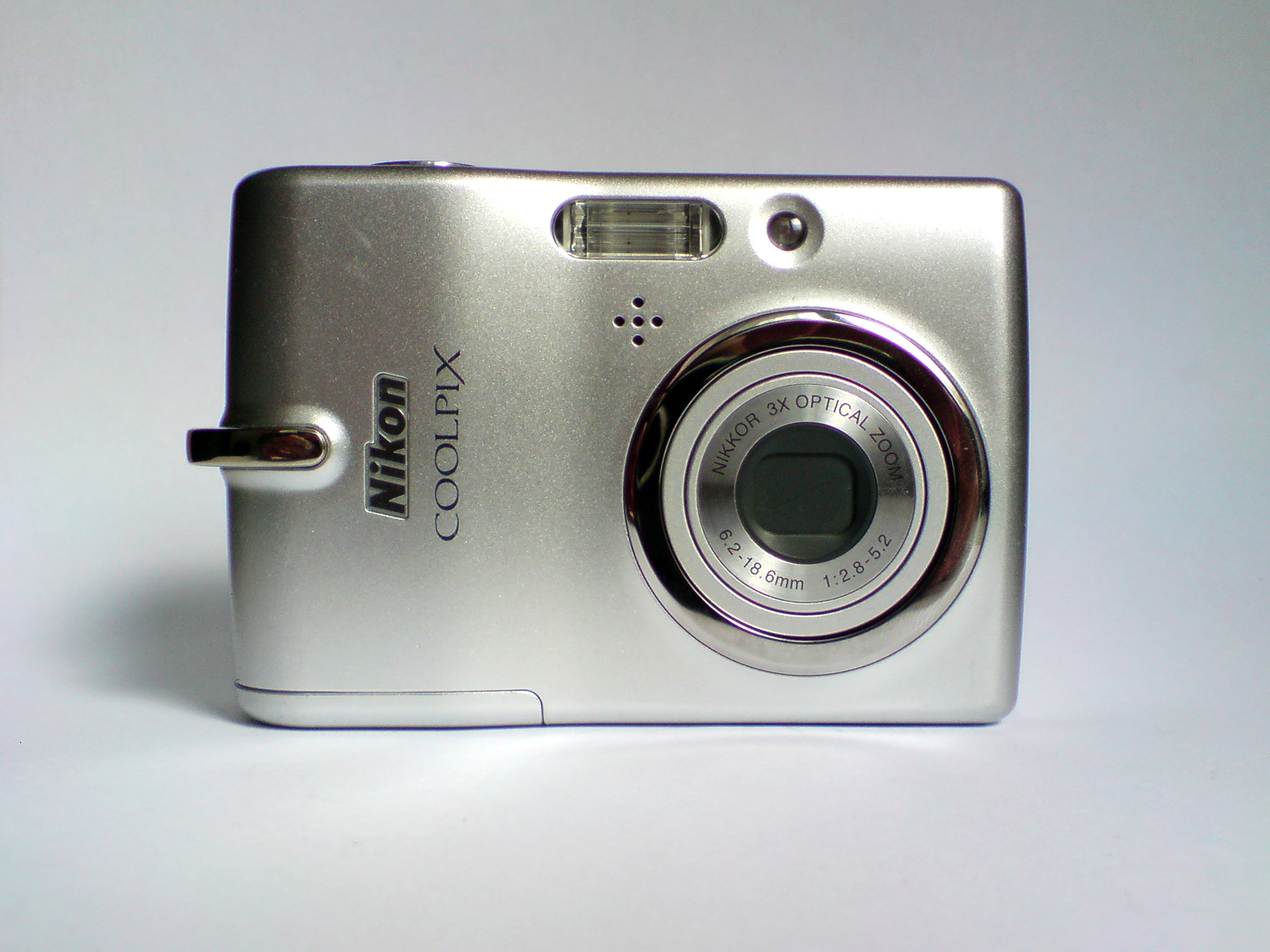
Nikon Coolpix L11 przód
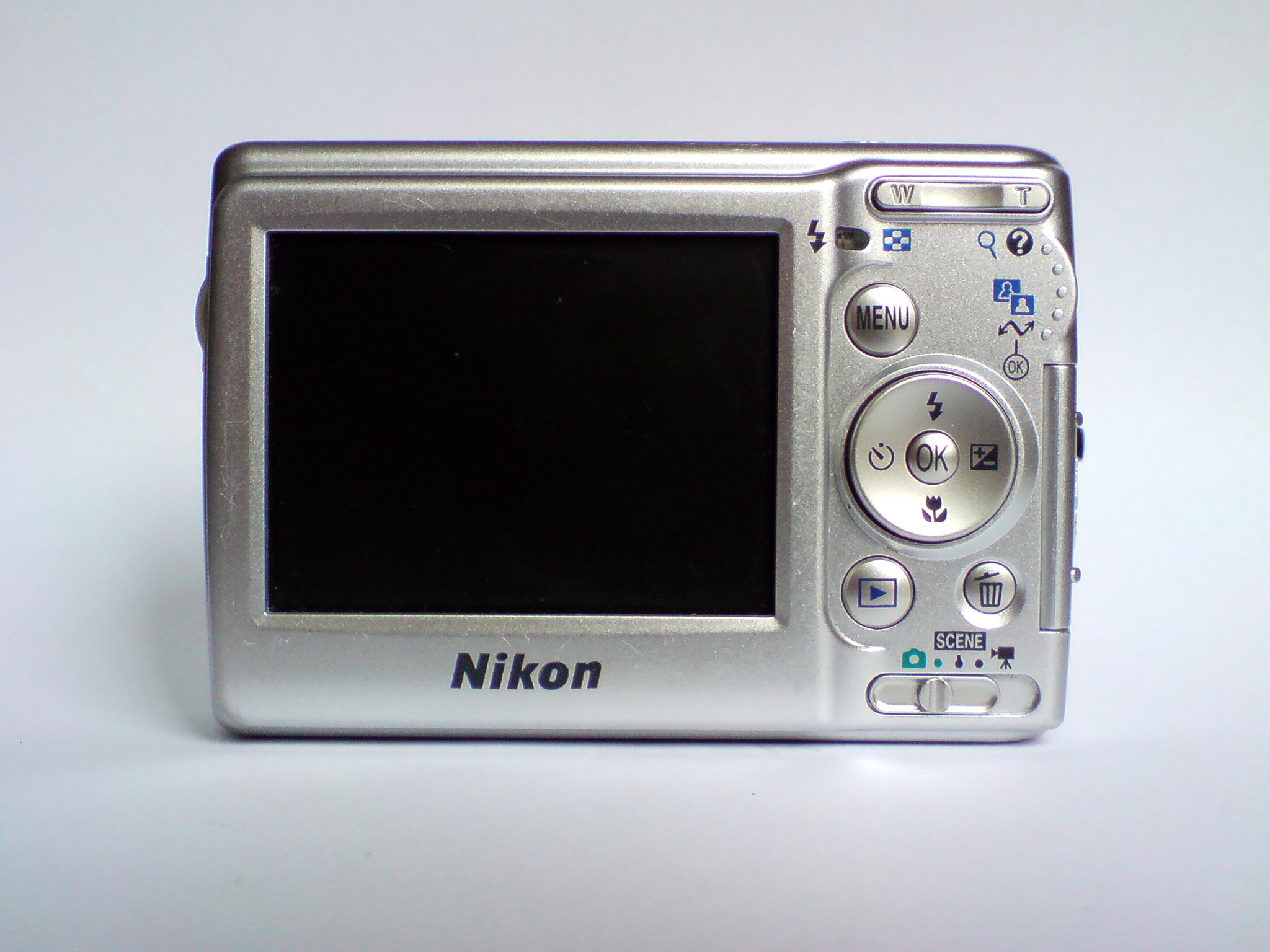
Nikon Coolpix L11 tył